# ICore Virtual Accounts
iCore Virtual Accounts — компьютерная программа для виртуализации операционной системы Microsoft Windows XP
.
Использование таких виртуальных машин в качестве изолированной среды для работы с браузерами, инсталляции различных компьютерных программ позволяет предохранить операционную систему от заражения вирусами, несовместимости компьютерных программ.
Особенность таких виртуальных машин — виртуализация на уровне ядра операционной системы Microsoft Windows, что означает отсутствие необходимости в виртуализации драйверов операционной системы. Следствием этого являются минимальные накладные расходы  на работы таких виртуальных машин.
Минусом такого виртуализационного ПО является отсутствие возможности по созданию виртуальных машин для операционных систем Linux, FreeBSD, Solaris и других, отличных от Microsoft Windows.

## Принцип работы
Компьютерная программа iCore Virtual Accounts позволяет создавать, запускать и удалять виртуальные машины, каждая такая виртуальная машина ассоциирована с учётной записью пользователя Microsoft Windows. Инициализация новой виртуальной машины занимает около двух минут. Подобно обычной учётной записи, новая виртуальная машина iCore позволяет работать с предустановленными в реальном компьютере программами. Но любые изменения этих программ (обновление, удаления), установка новых программ, работа с документами — все это сохраняется на виртуальном диске, то есть эти изменения не видны ни в реальном компьютере, ни в других виртуальных компьютерах.

## Похожие технологии
Компьютерные программы, в которых так же реализован принцип виртуализации уровня ядра: Linux Vserver, FreeBSD Jail, Virtuozzo для Linux, FreeBSD и Windows; Solaris Containers для Solaris и OpenSolaris.